# Rosebud, Missouri
Rosebud är en ort i Gasconade County i delstaten Missouri, USA.